# 3-й Колобовский переулок
3-й Колобо́вский переу́лок (ранее 3-й Знаменский переулок) — переулок в Центральном административном округе города Москвы. Проходит от Петровского бульвара до 2-го Колобовского переулка. Нумерация домов ведётся от Петровского бульвара.

## Происхождение названия
Название дано по фамилии командира стрелецкого полка полковника Никифора Колобова.

## История
Бывшие Знаменские, ныне Колобовские переулки сложились на месте стрелецкой слободы, где были поселены царские стрельцы.

## Примечательные здания и сооружения
По нечётной стороне:
- № 3 — Винные склады Товарищества К. Ф. Депре (1899, архитектор Р. И. Клейн).

По чётной стороне:
- № 8, строение 2 — Колледж лёгкой промышленности № 5 (ранее — Техникум лёгкой промышленности).
- № 16 — Сретенская полицейская часть и сретенский арестантский дом (дом А. А. Скорнякова) (1780—нач. XX в.)[1].

## Транспорт
- Метро Цветной бульвар и Трубная.